# 青木薪次
青木薪次（1926年4月8日—2015年11月6日），日本社会党参议员、日中友好協會顾问。

## 生平
青木薪次于1926年4月8日生。静冈县人。东海科学专业学校肄业。曾当过“国铁”公司火车司机、车辆检修员。1946年参与创立“国铁”工会，任“国铁”工会静冈地方本部委员长、静冈县劳动评议会议长。1974年以来两次当选参议员。曾任参议院灾害对策委员会和交通安全对策特别委员会委员长、预算委员会和运输委员会委员。1971年曾率领静冈县日中友好活动家代表团访问中国。